# Ủy ban Quốc tế về Cân đo
Ủy ban Quốc tế về Cân đo (tiếng Pháp: Comité international des poids et mesures, viết tắt CIPM; tiếng Anh: International Committee for Weights and Measures) là một trong ba tổ chức tiêu chuẩn quốc tế được thiết lập nhằm duy trì Hệ đo lường quốc tế (SI) theo tinh thần Công ước Mét. Hai tổ chức còn lại cũng có nhiệm vụ duy trì hệ SI là Hội nghị toàn thể về Cân đo (CGPM) và Văn phòng Cân đo Quốc tế (BIPM).
Ủy ban Quốc tế về Cân đo có 18 thành viên từ các quốc gia thành viên của Công ước Mét do Hội nghị toàn thể Cân đo quốc tế bổ nhiệm. Ủy ban có nhiệm vụ chính là đảm bảo tính thống nhất về đơn vị đo trên phạm vi toàn cầu thông qua chỉ đạo trực tiếp hoặc qua đề xuất lên CGPM. Ban thư ký đóng tại xã Sèvres, vùng đô thị Paris, Pháp.

## Sứ mạng
Gần đây CIPM tập trung thiết lập Thỏa thuận công nhận lẫn nhau (Arrangement de reconnaissance mutuelle) làm khuôn khổ cho hợp tác lẫn nhau về đo lường trong nội bộ các quốc gia thành viên của Công ước Mét.
CIPM tổ chức họp thường niên tại Văn phòng Cân đo Quốc tế và thảo luận các báo cáo do các ủy ban tư vấn của họ trình lên. Mỗi năm ủy ban ra một báo cáo thường niên về tình hình quản trị và tài chính của BIPM cho các nước thành viên của Công ước Mét.

## Các ủy ban tư vấn
CIPM lập ra và điều hành nhiều ủy ban tư vấn để hỗ trợ công việc của họ. Chủ tịch của mỗi ủy ban thường cũng là thành viên CIPM. Ngoại trừ Ủy ban tư vấn về Đơn vị, thành viên của các ủy ban còn lại đều do CIPM bổ nhiệm từ danh sách những nhà khoa học đo lường có kinh nghiệm phù hợp, lấy từ nhiều nước thành viên.
Các ủy ban tư vấn:
- Ủy ban tư vấn về Âm học, Siêu âm và Rung động
- Ủy ban tư vấn về Điện và Từ học
- Ủy ban tư vấn về Chiều dài
- Ủy ban tư vấn về Khối lượng và Các đại lượng có liên quan
- Ủy ban tư vấn về Trắc quang học và Đo lường phóng xạ
- Ủy ban tư vấn về Lượng chất - khoa học đo lường trong hóa học
- Ủy ban tư vấn về Bức xạ ion hóa, có ba tiểu ban, mỗi tiểu ban giám sát các phần khác nhau của phổ điện từ
- Ủy ban tư vấn về Nhiệt biểu học
- Ủy ban tư vấn về Thời gian và Tần số
- Ủy ban tư vấn về Đơn vị

Ủy ban tư vấn về Đơn vị có nhiệm vụ tư vấn các vấn đề liên quan đến công tác phát triển hệ đo lường quốc tế và chuẩn bị các brochure về SI. Khác với các ủy ban kia, Ủy ban tư vấn về Đơn vị có thành viên là các ứng viên từ những cơ quan quốc gia và quốc tế nổi tiếng như Tổ chức Tiêu chuẩn hóa Quốc tế, Viện Tiêu chuẩn và Kĩ thuật Quốc gia (Hoa Kỳ), Phòng thí nghiệm Vật lý Quốc gia (Anh Quốc), Hiệp hội Thiên văn Quốc tế, Liên hiệp Quốc tế về Hóa học thuần túy và Hóa học ứng dụng, Liên minh Quốc tề về Vật lý thuần túy và Vật lý ứng dụng,...

## Các báo cáo chính
GCPM giao CIPM thực hiện các nghiên cứu lớn liên quan đến những hoạt động có ảnh hưởng lên CGPM hoặc BIPM. Các báo cáo do CIPM thực hiện là:

### Báo cáo Blevin
Báo cáo Blevin (Blevin Report) được xuất bản năm 1998, có nội dung đánh giá thực trạng khoa học đo lường tại các nước trên thế giới. Báo cáo bắt nguồn từ một nghị quyết được thông qua ở Hội nghị toàn thể về Cân đo lần thứ 20 (tháng 10 năm 1995) với nội dung yêu cầu CIPM phải "nghiên cứu và báo cáo các nhu cầu dài hạn tầm quốc gia và quốc tế có liên quan đến khoa học đo lường, các mối cộng tác quốc tế phù hợp và vai trò đơn nhất của BIPM nhằm đáp ứng các nhu cầu này, cam kết tài chính và các cam kết khác mà các quốc gia thành viên sẽ cần tới trong những thập niên sắp đến."
Báo cáo cũng nhận diện nhu cầu cần hợp tác chặt chẽ hơn giữa BIPM và các tổ chức khác, chẳng hạn International Organization of Legal Metrology (OIML) và International Laboratory Accreditation Cooperation (ILAC) nhưng cần định rõ ranh giới và điểm chung giữa các tổ chức này. Một khám phá khác của CIPM là sự tồn tại của nhu cầu hợp tác giữa các phòng thí nghiệm công nhận (accreditation laboratory) với nhau và nhu cầu đưa các nước đang phát triển vào sân chơi chung của khoa học đo lường thế giới.

### Báo cáo Kaarls
Báo cáo Kaarls (Kaarls Report) được xuất bản vào năm 2003 có nội dung đánh giá vai trò của BIPM đối với các nhu cầu ngày càng gia tăng về khoa học đo lường trong thương mại, công nghiệp và xã hội.

### SI Brochure
CIPM có nhiệm vụ soạn thảo SI Brochure nhằm định nghĩa chính thức hệ đo lường quốc tế. Tài liệu này do Ủy ban tư vấn về Đơn vị cùng nhiều tổ chức quốc tế khác soạn ra. Ban đầu tài liệu chỉ viết bằng tiếng Pháp (ngôn ngữ chính thức của Công ước Mét), song về sau đã ấn hành thêm bản tiếng Anh (nhưng văn bản tiếng Pháp vẫn có tính chính thức). Ấn bản 6 được xuất bản vào năm 1991. the 7th edition was published in 1998 and the 8th in 2006.